# Diversidad sexual en Tonga
Las personas del colectivo LGBT+ en Tonga se enfrentan a ciertos desafíos legales y sociales no experimentados por otros residentes. La homosexualidad es ilegal, con una pena máxima de 10 años de prisión.
La sociedad tongana es muy conservadora a nivel social, además de muy religiosa. El gobierno tongano exige que todas las referencias religiosas en los medios de difusión se ajusten a las creencias cristianas convencionales. La mezcla de valores conservadores y leyes de la era colonial ha resultado en un clima de discriminación y homofobia para las personas LGBT. Junto con Kiribati, Tonga es el único país polinesio que no ha firmado o expresado su apoyo a la Declaración sobre orientación sexual e identidad de género de las Naciones Unidas, que condena la violencia y discriminación contra personas LGBT.
Muchos tonganos homosexuales emigran a Australia o Nueva Zelanda para vivir una vida más abierta que tal vez no puedan experimentar en su país. 

## Legislación y derechos
La actividad sexual masculina consensuada del mismo sexo es ilegal en Tonga bajo la Ley de Delitos Criminales, con una pena máxima de 10 años de prisión. Los que infringen esta ley también pueden ser azotados como castigo si son condenados.

### Esfuerzos por la despenalización
A fines de 2016, la Asociación de Leitis de Tonga, un grupo de defensa LGBT, lanzó una consulta nacional con funcionarios del gobierno para despenalizar la homosexualidad y el travetismo.
Según el fiscal general, a partir de 2016, nunca hubo condenas por sodomía por actividad consensuada del mismo sexo.

## Historia
Tonga, al igual que el resto de la Polinesia, solía ser muy tolerante con las relaciones homosexuales y las personas transgénero antes de la llegada del cristianismo.
La llegada de los misioneros europeos a fines del siglo XVIII cambió rápidamente la aceptación social, y se promulgaron las primeras leyes contra los homosexuales en Tonga. Los misioneros convirtieron a la población local al cristianismo.

### Fakaleiti
Tradicionalmente, la cultura tongana ha apoyado el transgénero en forma de fakaleiti (también conocida como fakafefine; literalmente como una dama). El fakaleiti, de manera similar a los fa'afafine de Samoa y los māhū de Hawái, son personas que fueron asignadas como hombres al nacer pero que actúan, se visten y se comportan como mujeres. Han sido tradicionalmente aceptados por la sociedad tongana. Sin embargo, en los tiempos modernos, Tonga tiene una comunidad religiosa poderosa, y recientemente ha visto un aumento en el fundamentalismo y el fanatismo religioso. Como tal, los fakaleiti tienden a enfrentar la discriminación y el estigma regularmente, a pesar de ser una parte integral de la sociedad de Tonga. El travestismo es ilegal en Tonga según las leyes heredadas por el antiguo Imperio Británico.
A pesar de la discriminación y el acoso, la comunidad fakaleiti organiza un concurso anual de belleza transgénero llamado Miss Galaxy Pageant, patrocinado por el gobierno de Tonga y empresas locales.

## Reconocimiento de relaciones homosexuales
Tonga no reconoce las uniones del mismo sexo en ninguna forma.

## Condiciones de vida

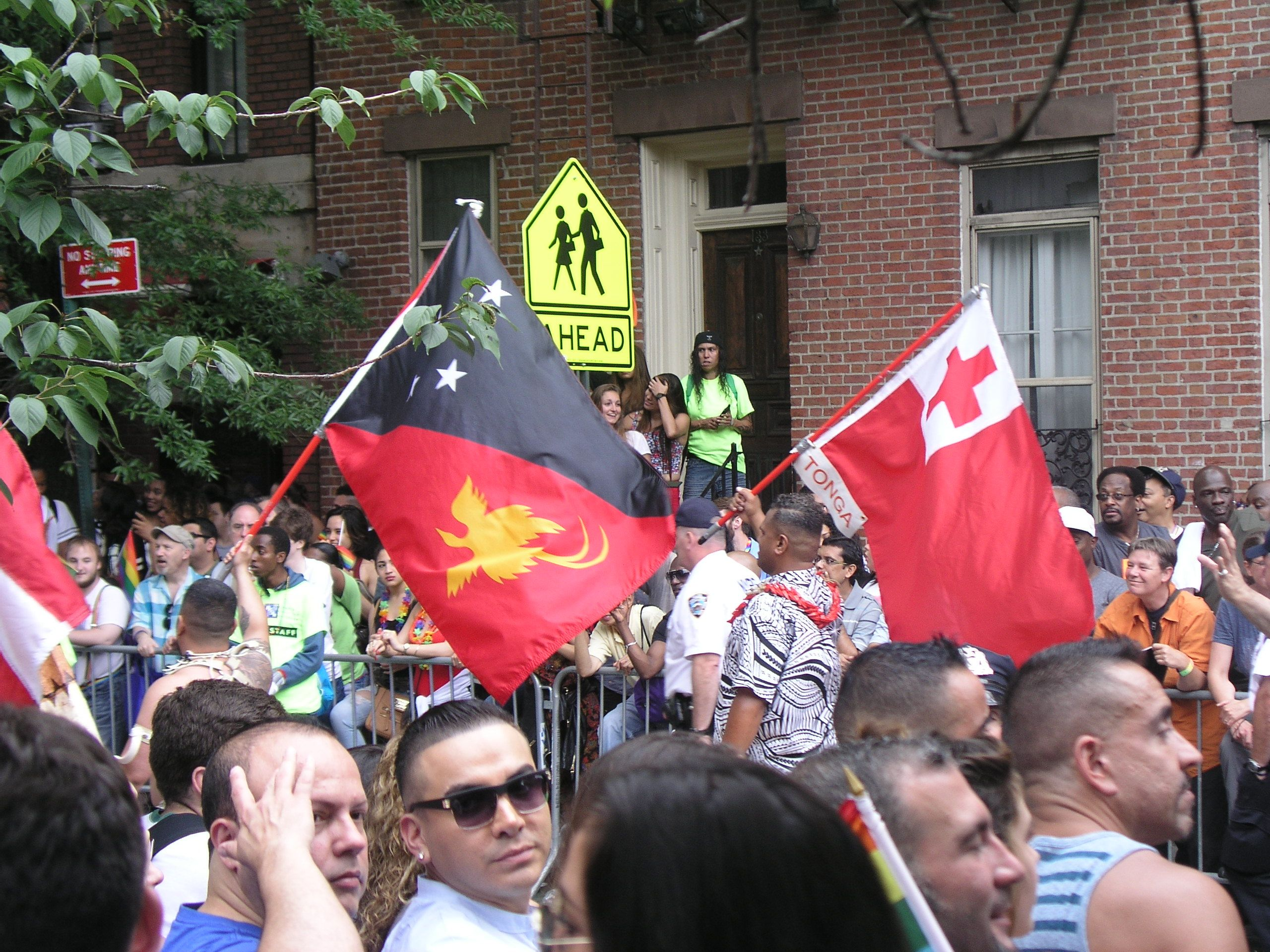
Desfile del Orgullo Gay de Nueva York 28 de junio de 2015.

Al igual que el resto de la Polinesia, las demostraciones públicas de afecto tienden a ser mal vistas, independientemente de su orientación sexual.

### Activismo
Hay una asociación LGBT conocida como la Asociación de Leitis de Tonga, dirigida por Joey Mataele, un individuo influyente en la sociedad de ese país. En 2018, el ciclón Gita, que destruyó el edificio de la Asamblea Legislativa, dañó el centro de acogida y el refugio de la organización.
El abanderado de los Juegos Olímpicos de Verano 2012 de Tonga, Amini Fonua es abiertamente gay. Fonua se ha convertido en un defensor de los derechos LGBT, hablando con funcionarios del gobierno de Tonga sobre la necesidad de reformar las leyes de la era colonial de Tonga que criminalizan la homosexualidad.
En 2018, Frederica Tuita Filipe, hija de la princesa real Salote Mafileʻo Pilolevu Tuita, expresó su oposición a la homofobia y la discriminación.